# George W. F. Hallgarten
 (août 2023).
Si vous disposez d'ouvrages ou d'articles de référence ou si vous connaissez des sites web de qualité traitant du thème abordé ici, merci de compléter l'article en donnant les références utiles à sa vérifiabilité et en les liant à la section « Notes et références ».
George WF Hallgarten (3 janvier 1901, Munich - 22 mai 1975, Washington, DC), est un historien américain d'origine allemande. 

## Biographie
Wolfgang Hallgarten est né à Munich le 3 janvier 1901. Il est les fils aîné du  juriste et philosophe Robert Hallgarten (de) et de Constanze Hallgarten, une personnalité du mouvement pacifiste. Il a un frère plus jeune, le peintre Richard Hallgarten (de) (1905-1932). 
Hallgarten est l'étudiant de Max Weber à l'Université de Munich pendant une courte période. En 1925, il obtient son doctorat de philosophie à Munich sous la direction de  Hermann Oncken et Karl Alexander von Müller. En 1933, il s'installe à Paris pour fuir le régime nazi, en raison de son orientation marxiste et de ses convictions pacifiste. Il enseigne alors à l'EHESS. 
Le grand-père de Hallgarten, Charles Hallgarten, possédait la nationalité américaine, mais  G. W. F. Hallgarten doit demander sa naturalisation américaine en 1942. Par la suite, il participe à l'effort de guerre américain, travaillant pour la Psychological Warfare Division (PWD). 
À la fin de la Seconde Guerre mondiale, George Hallgarten retourne aux États-Unis[pas clair], travaillant comme historien, d'abord pour l'armée américaine. En raison de l'évolution de la Guerre froide, il démissionne de l'armée. Il est professeur invité à plusieurs reprises aux États-Unis, en Allemagne, au Japon (1965), en Inde (1965) et en Italie (1967), sans être titulaire jusqu'en 1972. Puis il devient professeur à l'Université de Caroline du Nord de Charlotte. 

## Travaux
- Imperialismus vor 1914, 1951 (en allemand)
- "帝国主義 と 現代", 1967 (en japonais)
- Why dictators?, 1967 (en anglais)
- Das Wettrüsten, 1967 (en allemand)
- Hitler, Reichswehr, Industrie, 1955 (en allemand)
- Als die Schatten fielen, 1969 (en allemand) , (auto biographie)
- Deutsche Industrie und Politik, 1974 (en allemand)  , (en collaboration avec J. Radkau)

## Archives
- Notices d'autorité :   - VIAF
  - ISNI
  - IdRef
  - LCCN
  - GND
  - Pays-Bas
  - Pologne
  - Israël
  - NUKAT
  - Tchéquie
  - Lettonie
  - WorldCat
- Inventaire des papiers de George Wolfgang Felix Hallgarten, 1874-1975, Online Archive of America.
- Inventaire du fonds d'archives de George W. F. Hallgarten conservé à La contemporaine.